# Nuda (Annalisa)
Nuda è il settimo album in studio della cantautrice italiana Annalisa, pubblicato il 18 settembre 2020 dalla Warner Records.

## Descrizione
Il disco si compone di tredici brani scritti e composti dall'artista stessa prima e durante la pandemia di COVID-19 insieme a vari autori, tra cui Alessandro Raina, Davide Simonetta, Dargen D'Amico, Dardust e Giulia Anania. Dal lato della produzione, Annalisa si è avvalsa di Michele Canova Iorfida (già produttore unico del precedente album Bye Bye), Faini e Davide Simonetta, mentre da quello delle collaborazioni sono presenti artisti come J-Ax, Chadia Rodríguez, Rkomi e Achille Lauro. Il titolo scelto riprende quello utilizzato per il primo e l'ultimo brano, rispettivamente Nuda e N.U.D.A., prendendo forma dal concetto di «mettersi a nudo», di togliere sovrastrutture nella comunicazione con il suo pubblico, come spiegato da Annalisa:
L'album è stato pensato su due punti di vista della vita della cantante: il primo guarda alla sua sensibilità, «quello in cui sono più a mio agio, quello che nei temi e negli arrangiamenti mi rappresenta come un marchio di fabbrica», mentre il secondo mostra il lato più ludico, quello più «legato agli esperimenti musicali, quelli in cui emergono parti di me che magari ho dentro da tempo, ma che finora non ero riuscita a tirar fuori».

## Promozione
La pubblicazione di Nuda è stata anticipata dalla collaborazione con il rapper Rkomi, Vento sulla Luna, pubblicata il 28 novembre 2019; il secondo singolo è stato Houseparty, pubblicato il 15 aprile 2020. In concomitanza con il lancio del pre-ordine digitale dell'album, Annalisa ha reso disponibile per l'ascolto la nona traccia Graffiti, mentre il 4 settembre è stata la volta del terzo singolo Tsunami.
Nel febbraio 2021 viene annunciata la partecipazione della cantante al 71º Festival di Sanremo con il brano Dieci, classificato settimo nella serata conclusiva finale della manifestazione. Il singolo ha debuttato alla settima posizione della Top Singoli, venendo in seguito certificato disco di platino per le oltre 70 000 unità vendute, e ha anticipato la riedizione dell'album, intitolata Nuda10 e pubblicata il 12 marzo dello stesso anno. La nuova versione si caratterizza per una nuova copertina e per la presenza di cinque bonus track, tra cui le nuove incisioni dei singoli Alice e il blu e Il mondo prima di te, quest'ultima con Michele Bravi.
Il 28 maggio 2021 viene pubblicato il quinto singolo Movimento lento in una versione inedita caratterizzata dalla partecipazione vocale di Federico Rossi.

## Accoglienza
| Recensione                 | Giudizio |
| -------------------------- | -------- |
| Rockol                     | 5/10     |
| Recensiamo Musica (Nuda10) | 6,9/10   |

Nuda ha ricevuto recensioni miste da parte della critica specializzata. Andrea Laffrachi del Corriere della Sera ha affermato che «Annalisa nei testi di questo settimo album torna ovunque a casa; [...] L'uscire dalle pose, il liberarsi dei filtri per cercare di allontanarsi dagli stereotipi della femminilità». Proseguendo, il giornalista elogia la voce della cantante, che si dimostra «sempre più ricca di sfumature, compiendo un passaggio dal nuovo pop globale, dove vince l'elettronica». Francesca D'Angelo di Elle ha scritto che «volersi bene non è facile: è un percorso che può durare mesi, anni o forse una vita intera», riscontrando che «Annalisa è riuscita a guadagnarsi questa solidità interiore, la riprova è l'album Nuda».
Mattia Marzi di Rockol definisce l'album una «playlist di successi» in cui i brani «si susseguono senza soluzione di continuità», affermando che questa scelta non si fonda sull'obiettivo «di convincere gli scettici che questa nuova Annalisa non è meno profonda e intensa di quella di qualche anno fa, ma semplicemente [sul] consolidare la sua nuova identità». Al termine della recensione si sofferma sulla mancanza di donne nel team di scrittori, compositori e produttori, ritenendo che si potesse compiere scelte più audaci per dare forza al progetto. Fabio Fiume di All Music Italia ha assegnato un voto negativo a Nuda ("non più di sei"), spiegando che sebbene Annalisa sia una «cantante eccezionale» che possiede un «dono naturale, poi affinato con tanta dedizione e studio, che poche altre cantanti hanno», l'album «scorre tutto d'un fiato, che ascolti senza skippare nessuna canzone, ma che arrivato alla fine ti lascia con quel senso che sa d'incompiuto» aggiungendo che «le ballate non riescono a dare nemmeno il minimo luccichio alla bella voce» e i «duetti sono tutti una zavorra per il disco».

## Tracce
1. Nuda – 3:01 (Annalisa Scarrone, Davide Simonetta, Paolo Antonacci, Jacopo Matteo Luca D'Amico)
2. Romantica (feat. J-Ax) – 3:15 (Annalisa Scarrone, Daniele Lazzarin, Alessandro Aleotti, Yves Agbessi, Michele Canova Iorfida)
3. Tsunami – 3:45 (Annalisa Scarrone, Davide Simonetta, Alessandro Raina)
4. Houseparty – 3:26 (Annalisa Scarrone, Davide Simonetta, Jacopo Èt)
5. Cena di Natale – 3:31 (Annalisa Scarrone, Daniele Lazzarin, Michele Canova Iorfida)
6. Bonsai – 3:06 (Annalisa Scarrone, Davide Simonetta, Giulia Anania)
7. Piove col sole – 3:22 (Annalisa Scarrone, Daniele Lazzarin, Michele Canova Iorfida)
8. Principessa (feat. Chadia Rodríguez) – 2:58 (Annalisa Scarrone, Giovanni Cerrati, Jack Camilleri, Patrizio Simonini, CRDARNAKH)
9. Graffiti – 3:29 (Annalisa Scarrone, Michele Canova, Leonardo Zaccaria, Vincenzo Colella)
10. D'oro – 2:59 (Annalisa Scarrone, Jacopo Èttorre, Michele Canova Iorfida, Patrizio Simonini)
11. A te cosa piace fare – 3:12 (Annalisa Scarrone, Sergio Vallarino)
12. Vento sulla Luna (feat. Rkomi) – 3:51 (Annalisa Scarrone, Dario Faini, Mirko Manuele Martorana, Federico Bertollini)
13. N.U.D.A. (nascere umani diventare animali) (feat. Achille Lauro) – 3:15 (Annalisa Scarrone, Lauro De Marinis, Daniele Lazzarin, Michele Canova Iorfida)

### Nuda10
1. Dieci – 3:18 (Annalisa Scarrone, Davide Simonetta, Paolo Antonacci, Jacopo Matteo Luca D'Amico)
2. Eva+Eva – 3:01 (Annalisa Scarrone, Dario Faini, Federico Bertollini)
3. Amsterdam (feat. Alfa) – 2:50 (Annalisa Scarrone, Davide Simonetta, Paolo Antonacci, Andrea De Filippi)
4. Nuda – 3:01
5. Romantica (feat. J-Ax) – 3:15
6. Tsunami – 3:45
7. Houseparty – 3:26
8. Cena di Natale – 3:31
9. Bonsai – 3:06
10. Piove col sole – 3:22
11. Principessa (feat. Chadia Rodríguez) – 2:58
12. Graffiti – 3:29
13. D'oro – 2:59
14. A te cosa piace fare – 3:12
15. Vento sulla Luna (feat. Rkomi) – 3:51 (Annalisa Scarrone, Dario Faini, Mirko Manuele Martorana, Federico Bertollini)
16. N.U.D.A. (nascere umani diventare animali) (feat. Achille Lauro) – 3:15
17. Movimento lento – 3:13 (Annalisa Scarrone, Eugenio Maimone, Merk & Kremont, Jacopo Èt, Leonardo Grillotti)
18. Alice e il blu – 4:00 (Dario Faini)
19. Il mondo prima di te (feat. Michele Bravi) – 3:37 (Annalisa Scarrone, Davide Simonetta, Alessandro Raina)

Traccia bonus nell'edizione digitale
1. La musica è finita – 3:46 (Franco Califano, Nicola Salerno, Umberto Bindi) – cover di Ornella Vanoni

## Formazione
- Annalisa – voce
- Michele "Michelangelo" Zocca – tastiere (tracce 1, 4-6), chitarra (tracce 3, 6, 9), synth addizionale (traccia 3)
- d.whale – tastiere (tracce 1, 5-6, 9), chitarra (tracce 5-6, 9)
- Dario Faini – synth (tracce 2, 18), programmazione batteria (tracce 2, 18), programmazione (tracce 2, 18)
- Vanni Casagrande – programmazione addizionale (traccia 2), programmazione, programmazione ritmica e synth addizionale (traccia 18)
- Patrizio "mybestfault" Simonini – chitarre e programmazione (tracce 7-8, 10-14, 16), programmazione tastiere e ritmica (traccia 19)
- Michele Canova Iorfida – pianoforte, synth e synth modulare (tracce 7-8, 10-14, 16), programmazione ritmica (tracce 7-8, 10-14, 16, 19), tastiere (traccia 19)
- Alex Alessandroni Jr. – pianoforte, Fender Rhodes, synth (traccia 19)
- Giorgio Depetri – chitarra (traccia 17)
- Tim Pierce – chitarre (traccia 19)

## Classifiche

### Classifiche settimanali
| Classifica (2020) | Posizione massima |
| ----------------- | ----------------- |
| Italia            | 2                 |

### Classifiche di fine anno
| Classifica (2021) | Posizione |
| ----------------- | --------- |
| Italia            | 37        |